# Khonkhwa
Khonkhwa è un villaggio del Botswana situato nel distretto Meridionale, sottodistretto di Ngwaketse West. Il villaggio, secondo il censimento del 2011, conta 475 abitanti.

## Località
Nel territorio del villaggio sono presenti le seguenti 10 località:
- Dikhakhe,
- Gwakge di 3 abitanti,
- Khonkhwa Cattle Post di 1 abitante,
- Makau di 16 abitanti,
- Mantshane di 4 abitanti,
- Masonke,
- Monnye di 37 abitanti,
- Mosiadira,
- Seribamo,
- Tsantse